# روبرت نيل باتلر
روبرت نيل باتلر (بالإنجليزية: Robert Neil Butler)‏ هو كاتب ومؤلف وطبيب نفسي أمريكي، ولد في 21 يناير 1927 في نيوجيرسي في الولايات المتحدة، وتوفي في 4 يوليو 2010 بسبب ابيضاض الدم.

## وصلات خارجية
- روبرت نيل باتلر على موقع إن إن دي بي (الإنجليزية)